# جون إس. تشيس
جون إس. تشيس (بالإنجليزية: John S. Chase)‏ هو مهندس معماري أمريكي، ولد في 23 يناير 1925، وتوفي في 29 مارس 2012.